# Aleksandra Uznańska-Wiśniewska

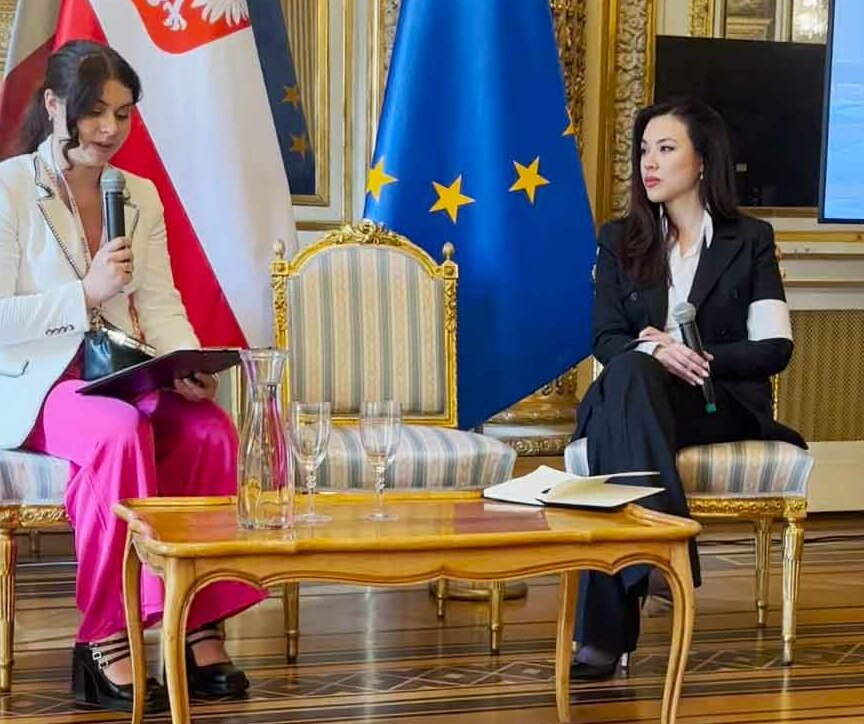
Aleksandra Wiśniewska lors du Paris Polish Forum 2023

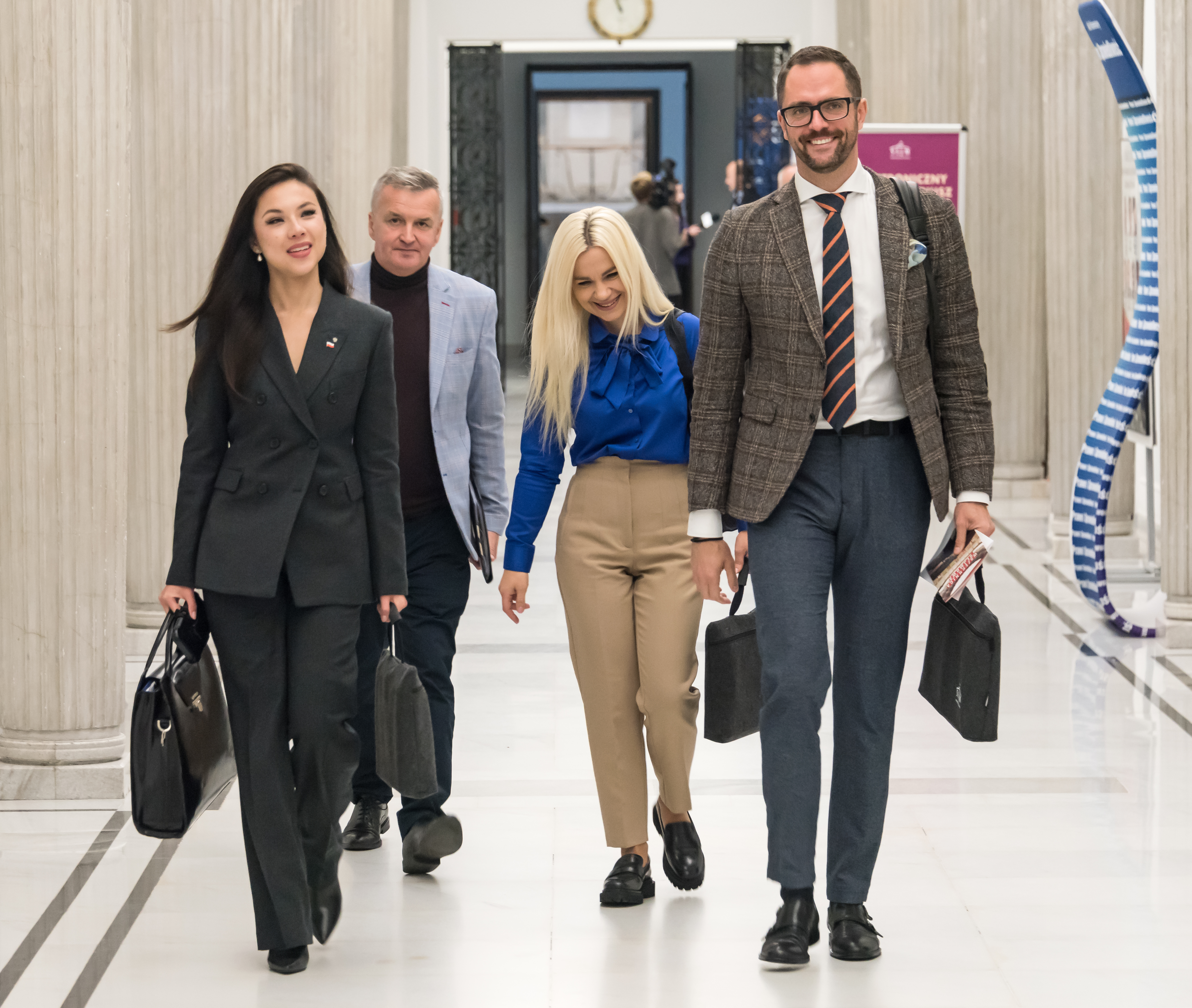
Aleksandra Wiśniewska (première à gauche) avec un groupe de députés à la Diète (2023)

Aleksandra Karolina Uznańska-Wiśniewska,, née le 27 mai 1994 à Łódź, est une politologue polonaise, militante humanitaire, sociale et politique, ainsi que députée à la Diète polonaise depuis 2023.

## Biographie

### Formation
Aleksandra Uznańska-Wiśniewska fréquente le lycée Emilii Sczanieckiej à Łódź. En 2011, elle part en Italie dans le cadre d'une bourse des United World Colleges, où elle étudie à l'UWC Adriatic et obtient son baccalauréat,. Elle est diplômée en sciences politiques et philosophie de la London School of Economics. Elle obtient également une maîtrise en politique publique à la École de gouvernement de Blavatnik de l'université d'Oxford. Durant ses études à la LSE, elle préside la LSE SU Polish Business Society et organise le Polish Economic Forum.

### Activités humanitaires
En décembre 2015, elle se porte volontaire pour travailler dans un camp de réfugiés en Grèce sur l'île de Lesbos. Elle mène des recherches de terrain dans les camps de réfugiés de Dunkerque et Calais sur les violations des droits humains,. Ensuite, en Turquie et en Jordanie, elle travaille pour le PNUD sur une stratégie d'actions humanitaires liées à la guerre civile en Syrie.
En 2019, elle devient coordinatrice d'un projet pour la mission de l'Action humanitaire polonaise au Yémen, sous la direction de Paula Gierak,,. Cette mission apporte une aide à la population lors de l'épidémie de choléra dans un pays en proie à la guerre civile. Elle prend ensuite la direction de cette mission. Après le début de la pandémie de Covid-19 en 2020, elle poursuit son travail humanitaire au Yémen dans le cadre d'une mission soutenant le système de santé.
Entre 2022 et 2023, pendant l'invasion de l'Ukraine par la Russie, elle dirige une mission de l'organisation humanitaire internationale Intersos en Ukraine,. Elle rejoint le conseil de la fondation Happy Kids, créée par son père. Dans le cadre des activités de la fondation, elle participe à l'évacuation d'orphelinats ukrainiens.

### Activités publiques
En 2019, elle travaille dans l'équipe de campagne de Janina Ochojska pour les élections européennes.
En 2023, elle devient représentante de la maire de Łódź, Hanna Zdanowska, pour l'engagement citoyen. La même année, elle est ambassadrice de la campagne sociale « Odważysz się? », visant à encourager les jeunes citoyens à participer aux élections.
En août 2023, elle est présentée comme candidate sans étiquette aux élections législatives sur la liste de la Coalition civique dans la circonscription de Łódź. Elle obtient un mandat de députée de la Xe législature, se présentant en cinquième position sur la liste et recueillant 25 436 voix (deuxième meilleur résultat parmi les candidats de la Coalition civique dans la circonscription). Elle devient secrétaire de la Diète, et siège aux commissions des relations avec les Polonais à l'étranger, des affaires étrangères et de la défense nationale. Elle rejoint la Plate-forme civique. Elle intègre également le conseil de la Fondation « Aide aux Polonais de l'Est » Jan Olszewski.

## Distinctions
- Lauréate du classement Forbes « 25 avant 25 » en Pologne dans la catégorie action sociale[25],[26]
- Prix « Karski2020 » décerné par la Fondation éducative Jan Karski[27]
- Prix « Green Hero » de BNP Paribas Bank Polska pour ses actions en faveur des droits humains et du climat[28]
- Médaille du 600e anniversaire de Łódź[29]

## Vie privée
Sa mère, Piengjai Wiśniewska, est née à Bangkok dans une famille d'une Thaïlandaise et d'un émigrant de la Chine. Son père est l'entrepreneur Radosław Wiśniewski. Elle possède la double nationalité polonaise et thaïlandaise et se déclare Polonaise et Thaïlandaise.
En 2025, elle épouse Sławosz Uznański.